# Victoria Mile
 (signalé en mai 2025).
Si vous disposez d'ouvrages ou d'articles de référence ou si vous connaissez des sites web de qualité traitant du thème abordé ici, merci de compléter l'article en donnant les références utiles à sa vérifiabilité et en les liant à la section « Notes et références ».
- Archive Wikiwix
- Bing
- Cairn
- DuckDuckGo
- E. Universalis
- Gallica
- Google
- G. Books
- G. News
- G. Scholar
- Persée
- Qwant
- (zh) Baidu
- (ru) Yandex
- (wd) trouver des œuvres sur Wikidata

Groupe 1
Le Victoria Mile (ヴィクトリアマイル, Vikutoria Mairu) est une course hippique de plat se déroulant en mai sur l'hippodrome de Fuchū, à Tokyo, au Japon. 
Créée en 2006, elle est ouverte aux juments d'âge et se dispute sur 1 600 mètres, gazon, corde à gauche, pour une allocation d'environ 280 millions de yens.

## Palmarès
| Année | Vainqueur         | Âge | Père            | Jockey             | Entraîneur         | Propriétaire           | Deuxième          | Troisième         | Temps   |
| ----- | ----------------- | --- | --------------- | ------------------ | ------------------ | ---------------------- | ----------------- | ----------------- | ------- |
| 2025  | Ascoli Piceno     | 4   | Daiwa Major     | Christophe Lemaire | Yoichi Kuroiwa     | Sunday Racing Co. Ltd  | Queen's Walk      | Shirankedo        | 1'32"60 |
| 2024  | Ten Happy Rose    | 6   | Epiphaneia      | Akihide Tsumura    | Daisuke Takayanagi | Yasushi Tenpaku        | Fierce Pride      | Masked Diva       | 1'31"80 |
| 2023  | Songline          | 5   | Kizuna          | Keita Tosaki       | Toru Hayashi       | Sunday Racing          | Sodashi           | Stars On Earth    | 1'32"20 |
| 2022  | Sodashi           | 4   | Kurofune        | Hayato Yoshida     | Naosuke Sugai      | Kaneko Makoto Holdings | Fine Rouge        | Resistencia       | 1'32"20 |
| 2021  | Gran Alegria      | 5   | Deep Impact     | Christophe Lemaire | Kazuo Fujisawa     | Sunday Racing          | Rambling Alley    | Magic Castle      | 1'31"00 |
| 2020  | Almond Eye        | 5   | Lord Kanaloa    | Christophe Lemaire | Sakae Kunieda      | Silk Racing            | Sound Chiara      | Normcore          | 1'30"60 |
| 2019  | Normcore          | 4   | Harbinger       | Damian Lane        | Kiyoshi Hagiwara   | Seiichi Iketani        | Primo Scene       | Crocosmia         | 1'30"50 |
| 2018  | Jour Polaire      | 5   | Deep Impact     | Hideaki Miyuki     | Masato Nishizono   | G1 Racing              | Lys Gracieux      | Red Avancer       | 1'32"30 |
| 2017  | Admire Lead       | 4   | Stay Gold       | Christophe Lemaire | Naosuke Suga       | Riichi Kondo           | Denko Ange        | Jour Polaire      | 1'33"90 |
| 2016  | Straight Girl     | 7   | Fuji Kiseki     | Keita Tosaki       | Hideaki Fujiwara   | Toshihiro Hirosaki     | Mikki Queen       | Shonan Pandora    | 1'31"50 |
| 2015  | Straight Girl     | 6   | Fuji Kiseki     | Keita Tosaki       | Hideaki Fujiwara   | Toshihiro Hirosaki     | Keiai Elegant     | Minaret           | 1'31"90 |
| 2014  | Verxina           | 5   | Deep Impact     | Hiroyuki Uchida    | Yasuo Tomomichi    | Kazuhiro Sasaki        | Meisho Mambo      | Straight Girl     | 1'32"30 |
| 2013  | Verxina           | 4   | Deep Impact     | Hiroyuki Uchida    | Yasuo Tomomichi    | Kazuhiro Sasaki        | Whale Capture     | Meine Isabel      | 1'32"40 |
| 2012  | Whale Capture     | 4   | Kurofune        | Norihiro Yokoyama  | Kiyotaka Tanaka    | Ken Shimada            | Donau Blue        | Marcellina        | 1'32"40 |
| 2011  | Apapane           | 4   | King Kamehameha | Masayoshi Ebina    | Sakae Kunieda      | Kaneko Makoto Holdings | Buena Vista       | Lady Alba Rosa    | 1'31"90 |
| 2010  | Buena Vista       | 4   | Special Week    | Norihiro Yokoyama  | Hiroyoshi Matsuda  | Sunday Racing          | Hikaru Amaranthus | Nishino Blue Moon | 1'32"40 |
| 2009  | Vodka             | 5   | Tanino Gimlet   | Yutaka Take        | Katsuhiko Sumii    | Yuzo Tanimizu          | Bravo Daisy       | Shonan La Novia   | 1'32"40 |
| 2008  | Asian Winds       | 4   | Fuji Kiseki     | Shinji Fujita      | Hideaki Fujiwara   | Yoshimi Ota            | Vodka             | Blumenblatt       | 1'33"70 |
| 2007  | Koiuta            | 4   | Fuji Kiseki     | Masami Matsuoka    | Masashi Okuhira    | Maekawa Kikaku         | Asahi Rising      | Daring Heart      | 1'32"50 |
| 2006  | Dance in the Mood | 5   | Sunday Silence  | Hiroshi Kitamura   | Kazuo Fujisawa     | Shadai Race Horse      | Air Messiah       | Dia de la Novia   | 1'34"00 |